# Un chien dans la Mafia

Un chien dans la Mafia (The Dogfather) est un téléfilm américain réalisé par Richard Boddington, diffusé en 2010.

## Fiche technique
- Titre original : The Dogfather
- Réalisation : Richard Boddington
- Scénario : Russell Scalise et Michael Hamilton-Wright
- Photographie : Denis Maloney
- Musique : Ryan Latham
- Durée : 90 min

## Distribution
- Chris Parnell : Brian Franks
- William Cuddy : Josh Franks
- Brandi Ward : Christine Franks
- Gerry Mendicino : Don Tazio
- Rachel Marcus : Olivia
- Dax Ravina : Vinny
- Michael Friend : Dino Viviano
- Cailey Forwell : Pippa
- Jonathan Collard : Mr. Westlake
- Tony Nappo (en) : Joey